# Promegatherium
Promegatherium (nombre que significa "antes de Megatherium") es un género extinto de mamífero xenartro megatérido, que vivió en América del Sur, principalmente en Argentina, entre mediados a finales de la época del Mioceno. Se considera que este género está emparentado de cerca con el mucho más reciente y mejor conocido Megatherium, al cual hace referencia en su nombre. Los primeros especímenes de Promegatherium fueron descritos originalmente por el naturalista Florentino Ameghino en 1887. Sus especies conocidas incluyen a Promegatherium cabreri, P. nanum, P. parvulum, P. remulsum y P. smaltatum.  P. nanum fue situado originalmente en un género distinto, "Eomegatherium" antes de ser agrupado con las especies de Promegatherium.